# Ectropothecium penangense
Ectropothecium penangense är en bladmossart som beskrevs av Fleischer 1923. Ectropothecium penangense ingår i släktet Ectropothecium och familjen Hypnaceae. Inga underarter finns listade i Catalogue of Life.